# Lyon Olympique
El Lyon Olympique Universitaire Rugby, comúnmente abreviado como LOU Rugby, es la sección de rugby del club deportivo Lyon Olympique Universitaire. La sección fue fundada bajo el nombre de Racing Club de Lyon en 1896 y se convirtió en Lyon Olympique Universitaire Rugby en 1901.
El equipo masculino, creado en 1896, es doble campeón de Francia (1932 y 1933). 
El club también incluye un equipo femenino desde 2008, que ha evolucionado desde 2019 en Elite 1.

## Historia

### Primeros años
El rugby fue practicado por primera vez en Lyon por las asociaciones deportivas escolares, en particular por la Union Sportive du lycée Ampère en 1890. El Lyon Football Club (FCL) fue fundado en 1893, jugó competiciones de rugby en 1895 con la Asociación Atlética Grenoble. La FCL y el Sporting Club de Lyon luego reclutaron jugadores británicos para reforzar sus plantillas a principios de 1900 y se clasificaron regularmente para la fase final del campeonato francés.
Jean Burnichon renunció abruptamente a su cargo como presidente de la FCL y se unió al Racing Club de Lyon, fundado en 1896 . El club adoptó el nombre de Lyon olímpico y nuevos colores, rojo y negro. El acercamiento entre el Olympic Lyon y el AS de la École centrale de Lyon en 1910 le permitió adquirir jugadores jóvenes, lo que justificaría su nuevo nombre de University Olympic Lyon (LOU).
Durante el período de entreguerras, la LOU ocupó los primeros puestos en el campeonato, gracias al reclutamiento de jugadores del Languedoc-Rosellón. En el período 1920 - 1930 , y suplanta a la LCF como el mejor club de rugby de Lyon.

### Periodo de éxitos

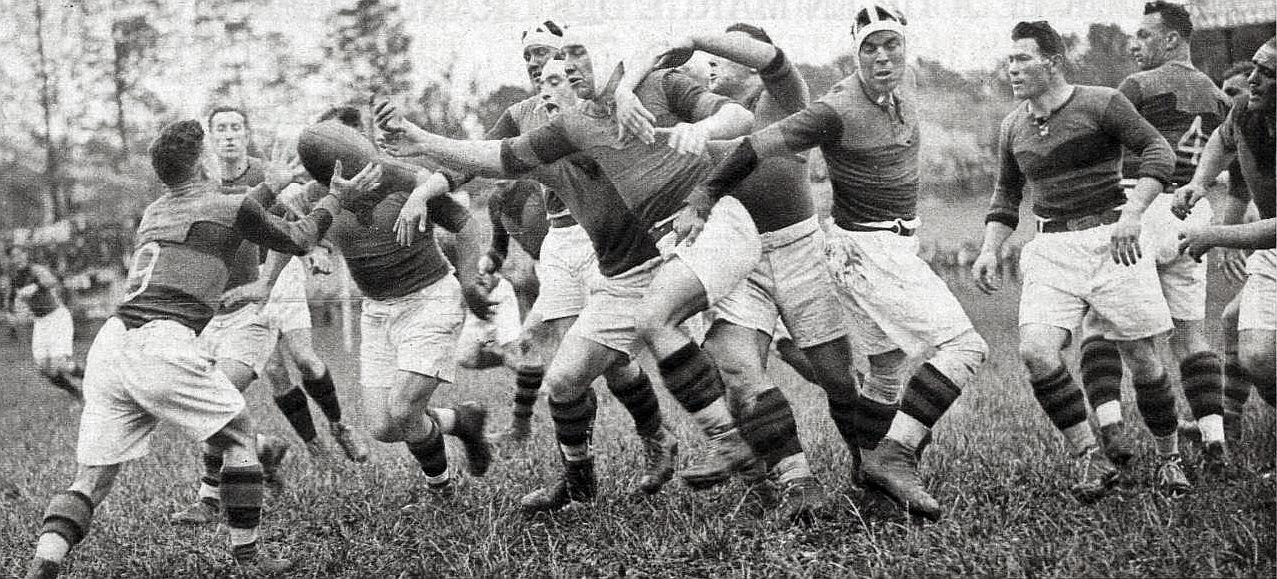
Final del campeonato de 1933

La década de los 30 fue el periodo donde mejores resultados consiguió el LOU, en 1931 perdió en la final contra RC Toulon.
La LOU alcanzó su punto máximo con los títulos de campeón de Francia en 1932 y 1933 , al ganar bajo el liderazgo de su capitán, Vincent Graule a RC Narbonne en ambas ocasiones, por 9-3 y 10-3.

### Periodo de declive
Después de la Segunda Guerra Mundial, el sindicato de rugby de Lyon experimentó un período de declive que se puede atribuir primero a la aparición del rugby XIII en la región y luego a la popularidad del fútbol.
A partir de la década de los 50 el LOU entra en declive y a nivel regional es superado por otros equipos como fueron La Voulte, Romans y más recientemente por CS Bourgoin-Jallieu.
Después de una buena temporada 2005-2006, el LOU se está fortaleció con nuevos jugadores y una nueva administración con el objetivo claro de conseguir el ascenso al Top 14 pero a pesar de estos refuerzos, la LOU no calificó para la fase final al Top 14.

### Vuelta a la élite
No fue hasta la temporada 2010-2011 cuando lográ el ascenso a Top 14 gracias al primer puesto logrado en la fase regular de la liga. El club no va a permanecer mucho tiempo en la élite, ya que terminan el último puesto en la temporada 2011-2012, el regresó a Pro D2 para la temporada siguiente trae nuevos animos al club ya que logran fichar a uno de los jugadores más famosos del rugby francés: el internacional Sébastien Chabal.
La temporada 2013-2014 es de redención y logran de nuevo el ascenso a Top 14 pero siguen sin conseguir dar el salto definitivo que les mantenga en la élite y vuelven a descender una temporada más tarde con la retirada de grandes jugadores como fueron Chabal, Fiard y Wakanivuga.
Finalmente en la temporada 2015-16 LOU logtran grandes fichajes como fueron Napoloni Nalaga o Julien Bonnaire y consiguen de nuevo el ascenso de forma clara, al ser primero en temporada regular con un amplio margen ante el resto de competidores y se mantiene en Top 14 mejorando el equipo de forma paulativa lo que le hace llegar a semifinales del Top 14 en la temporada 2017-18 eliminando al que era el campeón el RC Toulon, un equipo lleno de estrellas.
En la temporada 2018-19 llegaron al tercer puesto en fase regular pero no pudieron pasar de semifinales donde perdieron ante ASM Clermont por el resultado de 33-13TOP 14 - Résumé Toulon-Lyon: 19-19 - Barrage - Saison 2017/2018</ref>

## Estadio
El primer estadio que uso el LOU fue el estadio Iris en Villeubanne para después seguir jugando durante muchos años en el estadio Vuillermet con una capacidad de 4822 asientos.

### Estadio Matmut (2011-2015)
Como el estadio Vuillermet había envejecido y no era apto para los requisitos que pide el Top 14, la directiva del club decide construir un estadio con una capacidad de poco menos de 10 000 asientos. Realizable "en diez meses", según Thierry Braillard, asistente deportivo de la ciudad de Lyon, el proyecto incluye la construcción de un estadio que  estaría listo para otoño de 2011. El 24 de mayo de 2011, LOU y la empresa Matmut firmaron un acuerdo de patrocinio,y el estadio tomó el nombre de Matmut Stadium. El monto del acuerdo sería de un millón de euros por temporada durante cinco años.
A finales de septiembre de 2011, el estadio modular con 7998 asientos se completó en menos de tres meses en Vénissieux con un costo de 11,2 millones de euros sin impuestos. Al final de la temporada 2013-2014, el club cree que la capacidad se ha quedado muy ajustada de cara a la expansión del club y el presidente Yann Roubert, onfirma el deseo de aumentar el aforo del estadio pasando de 8000 a 12 000 asientos.

### Matmut Stadium de Gerland
Debido al crecimiento del club,  el LOU cambia de estadio utilizando un estadio que había quedado libre dentro de la ciudad que es el estadio Gerland de 40 094 asientos, que fue abandonado por Olympique Lyonnais para ir a jugar al Parc Olympique Lyonnais.
El LOU llevó a cabo un estudios desde 2007 con el objetivo de optimizar la transformación del estadio de Gerland en un recinto adecuado para el Top 14 y para las características específicas del público del LOU. Con esto en mente, el ayuntamiento de Lyon, propietario de la infraestructura, resolvió en 2009  mantener el estadio para que pudiese utilizarlo el rugby LOU en el Top 14.
Con el fin de responder a las numerosas cuestiones planteadas en los estudios realizados en términos de asistencia, se decidió organizar el partido contra el FC Grenoble Rugby en la sexta jornada de Pro D2 en el Stade Gerland. Este partido, ganado por LOU (39-20), atrajo a 32,000 espectadores, haciendo que esta reunión sea el récord de asistencia para un partido Pro D2 12. Según Yvan Patet, presidente de LOU rugby, “este primer partido de LOU rugby en Gerland marca un paso importante en nuestro ascenso, en nuestra capacidad de unir a una gran masa de público y mostrar un espectáculo deportivo de calidad".
Una vez que el estadio quedó libre por parte del Olympique Lyonnais el estadio se sometió a un trabajo de reconfiguración de tres años que vio disminuir su capacidad de 41 000 a 25 000 asientos.
El 21 de enero de 2017, la LOU juega su primer partido en su nuevo recinto con motivo de la recepción del FC Grenoble Rugby en el marco de un partido de la Challenge Cup, frente a aproximadamente 17 000 espectadores.

## Palmarés

### Torneos internacionales
- European Rugby Challenge Cup (1): 2021-22
- Subcampeón European Rugby Challenge Cup (1): 2024-25

### Torneos Nacionales
- Campeonato de Francia (2): 1931-32, 1932-33

- Pro D2 (3): 2010-11, 2013-14, 2015-16

- Segunda División (2): 1988-89, 1991-92

- Fédérale 1 (1): 2001-02

- Desafío Yves du Manoir (1): 1933

- Subcampeón Top 14 (1): 1930-31